# 亀尾島川
亀尾島川（きびしまがわ）は、木曽川水系の一級河川。岐阜県郡上市を流れる。長良川・揖斐川を経て伊勢湾に至る木曽川の3次支川。

## 概要
郡上市大和町内ヶ谷の越美山地を源流として、しょうけ谷、出谷、なら谷、はかま谷などが集まって上流部では内ヶ谷川として流れる。その後、大和町内で千谷、いわご谷などとも合流し、ねぎ谷が合流する付近から亀尾島川となる。八幡町に入ってモチ谷、白沢、川戸谷、大栃谷と合流して南下し、八幡町相生で那比川と合流して長良川に注ぐ。
最上流の大和村大字内ヶ谷（現・郡上市大和町内ヶ谷）には1970年代前半まで住民が居住していたが、過疎化による集落再編成により集団離村した。令和2年（2020年）現在では住民はいない。
上流域に降雨時に流量を調節する治水のための内ケ谷ダムの建設が予定されている。